# 了然寺
了然寺（りょうねんじ）は、東京都中野区にある浄土真宗本願寺派の寺院。

## 歴史
戦国時代後期、上杉謙信の家臣（氏名不詳）の開基である。元々は越後国頸城郡直江津（現・新潟県上越市）に位置していたが、昭和初期に布教活動のため、現在地に移転した。1945年（昭和20年）の空襲で全焼したが、幸いにも本尊は旧地の直江津に避難していたため、無事だった。
1963年（昭和38年）、現在地に堂宇を再建して再進出を果たした。

## 交通アクセス
- 西武新宿線新井薬師前駅より徒歩5分。